# تفهنا الأشراف
قرية تفهنا الأشراف هي إحدى القرى التابعة لمركز ميت غمر في محافظة الدقهلية في جمهورية مصر العربية. حسب إحصاءات سنة 2006، بلغ إجمالي السكان في تفهنا الأشراف 5866 نسمة، منهم 2830 رجل و3036 امرأة. تضم القرية كليات التربية للبنين والشريعة والقانون للبنين ودراسات إنسانية للبنات وتجارة للبنات تابعة لجامعة الأزهر.

## التاريخ
قرية تفهنا الأشراف من القرى القديمة، حيث وردت باسم «تفهنه الصغرى» في أعمال الشرقية ضمن قرى الروك الصلاحي التي أحصاها ابن مماتي في كتاب قوانين الدواوين، كما وردت باسم «تفهنه الصغرى» من أعمال الدقهلية والمرتاحية ضمن قرى الروك الناصري التي أحصاها ابن الجيعان في كتاب «التحفة السنية بأسماء البلاد المصرية». وفي العصر العثماني وردت باسم «تفهنه الأشراف» في التربيع العثماني الذي أجراه الوالي العثماني سليمان باشا الخادم في عصر السلطان العثماني سليمان القانوني ضمن قرى ولاية الدقهلية، وفي تاريخ 1228هـ/1813م الذي عدّ قرى مصر بعد المسح الذي قام به محمد علي باشا باسم «تفهنا الأشراف» ضمن قرى مديرية الدقهلية.